# Чіріако Сфорца
Чіріако Сфорца (нім. Ciriaco Sforza, нар. 2 березня 1970, Волен) — швейцарський футболіст, що грав на позиції півзахисника. По завершенні ігрової кар'єри — футбольний тренер.
Як гравець виступав за швейцарські «Аарау» та «Грассгоппер», німецькі «Кайзерслаутерн» і «Баварію», а також італійський «Інтернаціонале». Чіріако також взяв участь у двох міжнародних турнірах у складі національної збірної Швейцарії — чемпіонаті світу 1994 року і Європи 1996 року.
Чемпіон Швейцарії. Дворазовий чемпіон Німеччини. Володар Кубка УЄФА. Переможець Ліги чемпіонів УЄФА. Володар Міжконтинентального кубка.

## Клубна кар'єра
Народився 2 березня 1970 року в місті Волен. Почав кар'єру в молодіжному складі клубу з рідного міста «Волен». Дебют на професійному рівні відбувся в 1986 році, коли гравець підписав контракт з клубом «Грассхоппер». Виступав за цю команду до 1993 року з перервою у сезоні 1989/90, коли він грав за «Аарау». У сезоні 1990/91 він з цюрихським клубом став чемпіоном Швейцарії, а у 1993 році був визнаний футболістом року в Швейцарії.
Влітку 1993 року Сфорца перейшов у німецький «Кайзерслаутерн». За свою впевнену гру через два роки він перейшов у найсильніший клуб країни, «Баварію», з якою став володарем Кубка УЄФА, після чого отримав запрошення від італійського «Інтернаціонале», який тоді очолював колишній тренер збірної Швейцарії Рой Годжсон. Однак в Італії Сфорца не зумів стати твердим гравцем основного складу і в 1997 році повернувся в «Кайзерслаутерн», який тільки повернувся до Бундесліги. Примітно, що «Кайзерслаутерн» вже в наступному сезоні зумів стати чемпіоном Німеччини в гострому суперництві з «Баварією».
У 2000 році Сфорца вдруге прийшов у «Баварію», де провів два наступних сезони. За цей час додав до переліку своїх трофеїв ще один титул чемпіона Німеччини, ставав переможцем Ліги чемпіонів УЄФА та володарем Міжконтинентального кубка.
Влітку 2002 року Чіріако повернувся до «Кайзерслаутерна», за який відіграв 4 сезони. Завершив професійну кар'єру футболіста виступами за команду «Кайзерслаутерн» у 2006 році.

## Виступи за збірну
21 серпня 1991 року дебютував в офіційних матчах у складі національної збірної Швейцарії в грі проти збірної Чехословаччини (1:1).
У складі збірної був учасником чемпіонату світу 1994 року у США та чемпіонату Європи 1996 року в Англії.
Протягом кар'єри у національній команді, яка тривала 11 років, провів у формі головної команди країни 79 матчів, забивши 7 голів.

## Кар'єра тренера
Розпочав тренерську кар'єру відразу ж по завершенні кар'єри гравця, 2006 року, очоливши тренерський штаб клубу «Люцерн».
З 2009 по 2012 рік очолював «Грассгоппер», після чого працював у рідному «Волені».
Наразі останнім місцем тренерської роботи був клуб «Тун», команду якого Чіріако Сфорца недовго очолював як головний тренер у 2015 році.

## Титули і досягнення

### Командні
- Чемпіон Швейцарії (1):

«Грассгоппер»: 1990-91
- Чемпіон Німеччини (2):

«Кайзерслаутерн»: 1997-98
«Баварія»: 2000-01
- Володар Кубка німецької ліги (1):

«Баварія»: 2000
- Володар Кубка УЄФА (1):

«Баварія»: 1995-96
- Переможець Ліги чемпіонів УЄФА (1):

«Баварія»: 2000-01
- Володар Міжконтинентального кубка (1):

«Баварія»: 2001

### Особисті
- Футболіст року в Швейцарії: 1993